# Iskryne
Iskryne (ukr. Іскрине) – wieś na Ukrainie, w obwodzie czerkaskim, w rejonie zwinogródzkim. W 2001 liczyła 928 mieszkańców, wśród których 910 jako ojczysty język wskazało ukraiński, 12 rosyjski, 3 rumuński, 2 białoruski, a 1 ormiański.